# Mario Mercorio
Mario Mercorio (Caserta, 28 ottobre 1983) è un pallavolista italiano.
Gioca nel ruolo di schiacciatore nella You Energy.

## Carriera
La carriera di Mario Mercorio inizia nella stagione 1998-99 nella Virtus Aversa, in Serie B1, club al quale resta legato per sei stagioni, intercalata da un passaggio, nell'annata 2003-04, al Volley Bitonto, sempre in Serie B1. Gioca nella terza categoria del campionato italiano nella stagione 2005-06 con la Sir Safety, in quella 2006-07 con la Pallavolo Gioia del Colle e in quella 2007-08 con l'Igo Genova Volley, squadra dove milita per tre annate, ottenendo la promozione in Serie A2 al termine del campionato 2009-10: esordisce quindi nella serie cadetta nell'annata 2010-11 con la neonata Pallavolo Genova.
Sempre in Serie A2 veste le maglie del Volley Milano nella stagione 2011-12, del Volley Potentino di Potenza Picena in quella 2012-13 e della Libertas Brianza di Cantù in quelle 2013-14 e 2014-15.
Esordisce in Serie A1 nell'annata 2015-16 quando torna nuovamente al club di Milano, ma tuttavia nella stagione successiva è ancora in Serie A2 ingaggiato dal neopromosso Volley Castellana di Montecchio Maggiore. Gioca nella stessa categoria anche per la stagione 2017-18 accasandosi al Mondovì e in quella 2018-19 con la neonata You Energy di Piacenza con cui si aggiudica la Coppa Italia di categoria.

## Palmarès
- Coppa Italia di Serie A2: 1

2018-19